# Электроника МК-52
Электроника MK-52 — программируемый микрокалькулятор с обратной польской записью для проведения инженерных расчётов. Относится к третьему поколению советских программируемых калькуляторов.
МК-52 летал в космос на корабле «Союз ТМ-7». Его предполагалось использовать для расчёта траектории посадки в случае, если выйдет из строя бортовой компьютер.
МК-52 с блоком расширения памяти «Электроника-Астро» с 1988 года поставлялся на корабли ВМФ в составе штурманского вычислительного комплекта.

## Описание
МК-52 — первый советский микрокалькулятор с энергонезависимой электрически стираемой памятью (ППЗУ, типа КР1601РР1 объёмом 4 Кбит, число циклов перезаписи 10000), обеспечивающей сохранность программ при выключении питания и выполняющий функции буфера при обмене данными с внешними устройствами. Блок этой памяти способен хранить до 512 программных 8-битных слов (или содержимое 72 регистров данных) и обмениваться ими с ОЗУ. Кроме того имеется возможность подключения внешнего ПЗУ — БРП (блок расширения памяти) с игровыми и математическими программами, на котором хранилось несколько десятков программ, образующих библиотеку пользователя (эти программы записываются заводом-изготовителем).
Всего производителями выпускалось 4 типа картриджей ПЗУ:
1. БРП-2 «Астро» с набором программ для решения навигационных задач, информация о которых опубликована в «Морском сборнике» № 12, 1988 г;
2. БРП-3, содержащий 60 программ для решения математических задач. В 1988 году выпущено 15 200 блоков данного типа, поступивших в продажу по цене 16 рублей;
3. БРП-4 выпускался в 1989 году; содержимое — программы игрового, спортивно-профессионального и бытового характера;
4. БРП «Гео», описанный только в литературе.

Также в МК-52 имеется ещё один разъем расширения, который установлен с технологической целью и служит для диагностики МК в процессе его изготовления; неофициально, в него можно было подключать внешние устройства с собственными контроллерами.
Обратно совместим с моделями второго поколения (Б3-34 и МК-54) по системе команд и кодов, в действительности отличается реализацией нескольких недокументированных, но широко использовавшихся команд. Дополнительно система команд включает: вычисление целой и дробной части, модуля, максимального из двух чисел, побитовые логические операции, перевод градусов, минут и секунд в доли градуса, генерацию псевдослучайного числа. При использовании этих команд программа, которая займет в МК-52 все 105 шагов программной памяти и 15 регистров, по своим возможностям будет эквивалентна примерно 140—150 шагам и 18 регистрам программы, написанной в системе команд Б3-34.
Потребление калькулятора:
- в режиме ожидания (когда на экране горит ноль) — порядка 89 мА,
- в режиме «памяти» (выполнение программы Cx↑↑↑:ВП К Cx, в результате чего на индикаторе светится только десятичная точка) — порядка 84 мА,
- в режиме счёта по программе — 73 мА.

За выпуск МК на киевском ПО «Кристалл» отвечали: главный конструктор Андрей Григорьевич Шеревеня, заместитель главного инженера А. П. Перуцкий, руководитель госприёмки В. В. Костиков.

## Особенности ППЗУ МК-52
- Адресация 4-битных ячеек с 0000 до 1023 (разбиты на 64 строки по 16 ячеек);
- Адресация задается формой NAAAADD, где N — любая цифра (кроме нуля), AAAA — адрес начальной тетрады требуемого участка памяти, DD — длина этого участка в байтах (программных словах), кратная 7 (любое некратное число контроллер уменьшает до ближайшего целого, кратного 7);
- Обмен данными между страницами ОЗУ: семь 8-битных программных слов, первое слово расположено в конце каждой страницы ([01 02 03 04 05 06 00] [08 09 10 11 12 13 07] …);
- При перемещении программы из ОЗУ в ППЗУ порядок шагов программы принимает вид: 2,3,4,5,6,7,1. При считывании программы из ППЗУ порядок восстанавливается;
- В ППЗУ — 1 команда=8 бит, 1 регистр=56 бит;
- Длина программы кратна 7;
- Первые команды из последней неполной семерки не будут считаны (записаны), если длина программы не кратна 7;
- Начальный адрес программы должен быть кратен 16;
- Информация стирается построчно по 16 адресов;
- Перед сохранением программы необходимо стереть содержимое ППЗУ, т. к. «старая запись» логически складывается с «новой записью»;
- Регистры пишутся, начиная с 0;
- Содержимое регистровой памяти стирается при записи регистров в ППЗУ;
- 1 регистр занимает память, равную 7 шагам программы;
- 1024=0000, 1025=0001;
- Переключатель «С-З-СЧ» всегда держать в положении «СЧ», чтобы случайно не уничтожить программы, хранящиеся в ППЗУ;
- Т. к. максимальное число DD, кратное 7, равно 98, то за одно обращение обрабатывается 98 шагов или 14 регистров;
- Значение DD можно расширить на 4 программных слова (8 тетрад): 1AAAA82 V 2AAAA20 = 8.AAAA-2 — это составляет 102 шага или 14 регистров (от 0 до D) + целая мантисса без знака регистра E;
- «П» 1AAAA-2. Длина программы = 103 шага, (в 98 шаге команды нет, он записывается как пустая ячейка (НОП) и игнорируется);
- «Д» 1AAAA-2. Запишутся все 15 регистров, но регистр «E» будет дефектным: знака нет, показателя нет, десятичная точка — после первой цифры;
- «П» 1AAAA-5. Будет переход команд: «-3» => «00», «-4» => «08», «98» => «09»;
- При работе с ППЗУ возрастает потребляемая мощность;
- В режиме стирания ППЗУ также стирается информация в программной или регистровой памяти ПМК (в зависимости от положения переключателя Д-П).[7]

## Комплект поставки (гражданский вариант)
- Микрокалькулятор «Электроника МК-52»;
- Руководство по эксплуатации (в двух частях);
- Схема электрическая принципиальная микрокалькулятора «Электроника МК 52»;
- Блок питания «Электроника Д2-37А» мог питать калькулятор, а также заряжать аккумуляторы;
- Элементы питания А-316 «Квант» 4 шт. (в некоторых случаях не поставлялись);
- Пластиковая крышка калькулятора;
- Упаковочные пакеты.[8]

В комплектации «02» с блоком расширения памяти «Электроника-Астро» для ВМФ калькулятор МК-52 в розничную продажу не поставлялся.

## Технические характеристики
- Элементная база:
  - К745ИК1302-2 — диспетчер, процессор, контроллер дисплея и клавиатуры;
  - К745ИК1303-2 — арифметический процессор;
  - К745ИК1306-2 — процессор дополнительных функций МК-61 (по сравнению с микрокалькуляторами семейства Б3-34)
  - К745ИР2-2 — регистры динамической памяти;
  - К745ГФ3-2 — тактовый генератор;
  - К745ИК1801-2 — микроконтроллер обмена между системной магистралью и адресуемой памятью с произвольной выборкой;
  - КР1601РР1 — БИС РПЗУ информационной емкостью 1024 4-битных ячейки;
  - К561ЛА7 — мелкая логика.
- Питание: от 4 элементов типа AA или от внешнего БП.[4]

## Современные эмуляторы
- Программа «Калькуляторы 3000» (последняя версия 6.2 от 23.09.2012) позволяет эмулировать микрокалькуляторы МК-52, но не поддерживает эмуляцию ППЗУ. Программа работает на операционных системах Windows 95, 98, ME, NT, 2000, XP, 2003, Vista, 2008, 7, 8, 10, 11.
- Программа «МК-52 Resurrect» (последняя версия в феврале 2021 г) обратно-совместима по коду программ с микрокалькулятором МК-52. Вместо ППЗУ используется сохранение программ и данных в файловой системе Windows. Программа работает на операционных системах Windows XP и выше, а также под эмулятором Wine. Версия той же программы для микроконтроллера ESP32 (с сохранением данных на SD-карты памяти), по состоянию на март 2021 г, находится в разработке.
- "МК 61/54" полноценный эмулятор для андроида. Эмулирует так же и оригинальную прошивку, что позволяет работать ЕГГОГологии.

## Фотографии

Общий вид
Вид сзади
Фирменный штамп
Блок питания
Плата
микросхема EEPROM
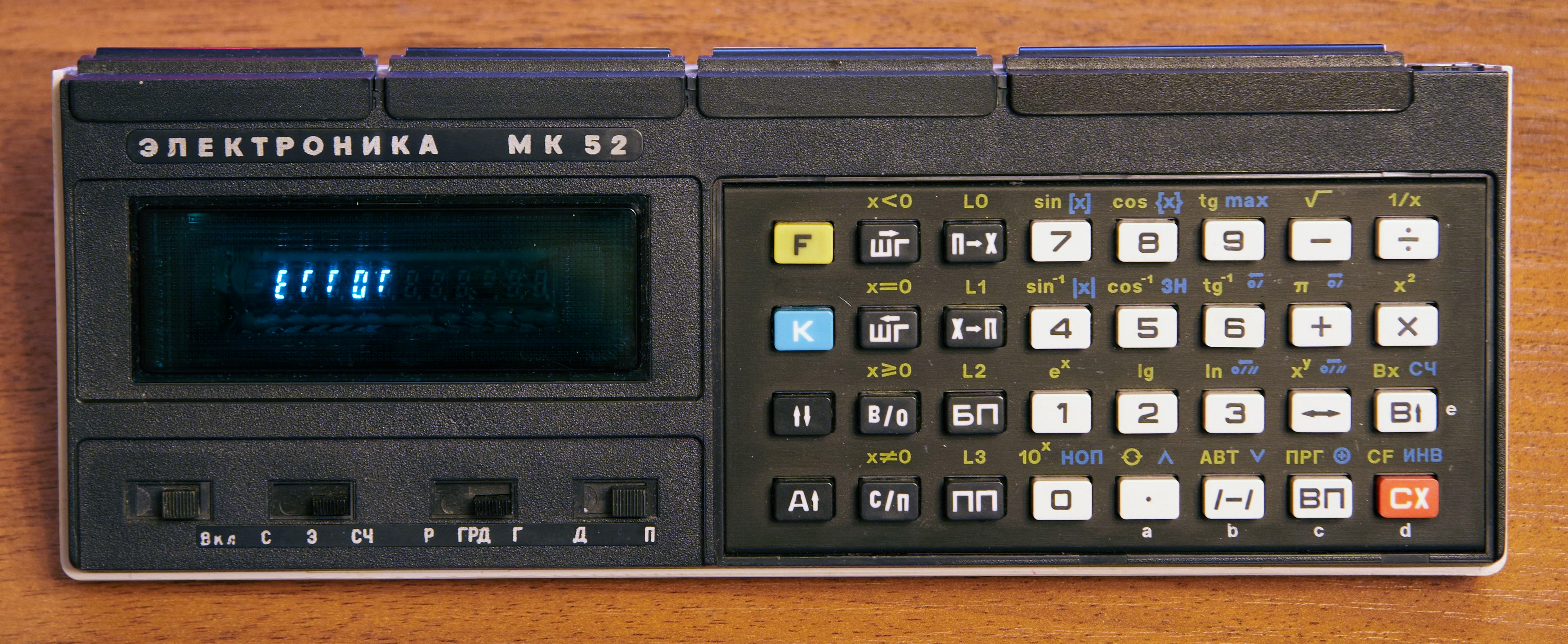
С сообщением «ЕГГОГ»
Модуль с программами «БРП-3»
«БРП-3» с отделённой заглушкой